# 安塔利二鬚魮
安塔利二鬚魮（学名：Capoeta antalyensis）为輻鰭魚綱鯉形目鲤科的一個種，被IUCN列為次級保育類動物，分布於亞洲土耳其，體長可達23.6公分，棲息在中底層水域。

## 扩展阅读
維基物種上的相關：安塔利二鬚魮